# Eduardo Valenzuela Bejas
Eduardo Valenzuela Bejas est un violoncelliste et compositeur franco-chilien, né à Santiago du Chili le 18 novembre 1953.

## Biographie
Ses études musicales débutent au sein du Conservatoire national de musique de l'Université de Chili avec Jorge Roman, qu'il poursuit à Moscou, avec Arkadi Latinsky, à l'École Préparatoire du Conservatoire Tchaïkovsky de Moscou qu'il intègre enfin en 1975 pour y  suivre les cours de Natalia Shakhovskaya, distinguée  disciple de Mstislav Rostropovitch.
Entre 1973 et 1974 Valenzuela a le privilège d'assister aux cours de Mstislav  Rostropovitch au Conservatoire Tchaïkovsky. 
Depuis 1980 il réside en France où il a enseigné notamment au Conservatoire national supérieur de musique et de danse de Paris et dans plusieurs conservatoires de musique (Ville d'Avray, Pantin, Maison Alfort) . Depuis 1989 il dirige le conservatoire de musique de la ville d'Arcueil. 
Valenzuela a joué dans la plupart des pays de l'Amérique Latine et d'Europe. En dehors de sa carrière  de violoncelliste, il s'intéresse à la composition acoustique et électroacoustique ainsi qu'à la direction d'orchestre. Il a étudié la composition avec Sergio Ortega, l'orchestration avec Patrice Sciortino et la direction d'orchestre avec Henri-Claude Fantapié.
Il a dicté des master class dans plusieurs pays et a, par ailleurs, été jury des concours internationaux de violoncelle Luis Sigall de Viña del Mar-Chili, et Aram Khatcahturian à Erevan, Arménie.
Il a enregistré plusieurs CD avec des œuvres notamment de Krzysztof Penderecki, André Caplet, Astor Piazzolla, Johannes Brahms et Robert Schumann.
Plusieurs compositeurs lui ont dédié des œuvres dont il a fait les créations (H. Kergomard ; L. Naon ; G. Becerra ; J.L Petit ; A. Iglesias Rossi ; A. Guarello ; J. Borda, etc.).
Eduardo Valenzuela a obtenu un Master en Arts, mention Musique (création musicale et sonore) et un autre en Philosophie et critique de la culture à 
l'Université Paris VIII de Saint-Denis.

## Valenzuela et Sergio Ortega (1938/2003)
Pendant ses  années d'étude à Moscou Eduardo Valenzuela fait connaissance et développe une relation artistique et amicale avec le compositeur Sergio Ortega.  Il se rencontrent pour la première fois à Moscou en 1975. Depuis cette date leurs collaborations artistiques sont nombreuses.Valenzuela fait notamment la création à Paris, en 1984, du Quirivan, pièce pour violoncelle seul. Avant et après cette date, il  participe dans de nombreux spectacles et enregistrements avec des œuvres d'Ortega.

## Valenzuela et Gustavo Becerra-Schmidt (1925/2010)
Grands amis depuis l'année 1978, date à laquelle Valenzuela joue sa Première Partita pour violoncelle seul à Moscou dans le cadre du VI Concours International Tchaïkovski.
Gustavo Becerra a dédié plusieurs de ses œuvres à Eduardo Valenzuela. On peut citer notamment : la Troisième Partita pour violoncelle seul ; la Quatrième Sonate pour violoncelle et piano ; le Concerto pour violoncelle et orchestre ainsi que le Quatuor avec piano.
À part le quatuor avec piano, toutes ces œuvres ont été créées par Valenzuela. 

## Œuvres
- 1984 : Trois Miniatures pour violoncelle seul ;
- 1986 : Edwige pour violoncelle seul ;
- 1986 : Dueca pour deux violoncelles ;
- 2009 : Celleando (œuvre mixte pour violoncelle et dispositif électro-acoustique) ;
- 2010 : Cinq études mixtes  (œuvre mixte pour violoncelle et dispositif électro-acoustique) ;
- Et ça.. ? pour alto seul ;
- Sept strophes  pour piano ;
- Vioclaltaura pour violon et alto.